# 2019년 홍콩 구의회 선거
2019년 홍콩 구의회 선거(중국어: 2019年香港區議會選舉, 영어: 2019 Hong Kong District Council elections)는 2019년 11월 24일 홍콩의 18개 구의회와 의원을 대상으로 치러진 총선거이다. 홍콩 반환 이래 여섯 번째 구의회 선거이기도 하다. 각 선거구마다 구의원 452인을 직접선거로 선출하며, 기타 의원을 더하면 이번 선거로 구성되는 구의회 의원수는 총 479인이다.
이번 선거의 최대 이슈는 단연 홍콩의 민주화 운동으로, 등록 유권자의 71%에 달하는 약 300만 명이 투표에 참가해 민주화에 대한 사실상의 국민투표로 받아들여졌다. 조슈아 웡과 아그네스 차우 등 일부 시위 지도자의 입후보를 막아 일국양제와 항인치항 원칙이 훼손되었다는 비판이 일은 가운데에서도, 민주파 진영은 전체 18개 구의회 중 17곳의 과반 의석수를 확보하였으며 전체 의석수도 100석에서 350석 이상으로 불어나, 홍콩 선거 역사상 가장 압도적인 승리를 거두었다. 반면 친중파 진영에서는 거물급 의원이 다수 낙선하였는데, 대표적으로 윈롱역 폭행 사건을 지지한 것으로 알려진 반시위 성향의 주니어스 호도 낙선하였다.

## 선거구 개편
2017년 7월 홍콩 선거관리위원회는 각 구의회의 선거구 유권자 변동 검토를 거쳐, 총 10곳의 구의회 내에서 21개의 선거구를 신설하는 방안을 제시하였다. 세부내역은 다음과 같았다.
1. 가우룽싱구의회, 야우짐웡구의회, 췬완구의회에 1석
2. 삼서이보구의회, 콰이칭구의회, 튄문구의회, 사이궁구의회에 2석
3. 군통구의회, 사틴구의회에 3석
4. 윈롱구의회에 4석[1]

이 같은 권고 지침에 따라 2019년 구의회 선거에서 선출되는 의원수는 431명에서 452명으로 증가하게 되었다.
한편 일부 민주파 구의원들은 선관위가 자신들의 선거구 경계를 '불합리하게' 조정하여 재선에 영향을 끼치려 한다며 게리맨더링 의혹을 제기하였다. 이에 선관위원장인 바나바스 풍 (Barnabas Fung)은 본 개편 방안은 순전히 객관적 계산에 따른 결과물이라고 밝히며, "정치적으로 연루될 요소는 절대 고려사항에 들어갈 수 없다"고 말했다.

## 선거 결과

그리드형 선거 결과도. 노란색이 민주파, 파란색이 친중파, 회색은 중도파 진영이다.

근 여섯 달에 걸쳐 격렬한 시위와 분열, 폭력이 빚어지긴 했으나, 이번 구의회 선거는 폭력사태가 조금 잦아들고 나서 첫 주말을 맞은 가운데 치러지게 되었다. 구의회는 홍콩에서 유일하게 완전 보통선거로 뽑는 정치 주체이기 때문에, 사실상 홍콩 정부를 향한 국민투표나 다름없는 것으로 널리 여겨졌다. 이번 선거의 등록 유권자수는 지난 선거보다 약 백만 명이 증가한 413만 명이었으며, 그 중에서 300만여 명이 투표하면서 오후 10시 30분 투표 마감시간 기준 투표율은 71%로 사상 최고를 기록하였다. 투표소에 많은 유권자들이 몰리는 바람에 대다수의 유권자들이 투표하기까지는 한시간 가량을 기다려야 한 것으로 전해졌다.
선거 결과 민주파 진영이 압도적인 승리를 거두고 반대로 친중파 진영은 대패하였다. 이로써 유권자 대부분이 시위에 불만을 가진 '침묵하는 다수'일 것이라던 홍콩 정부의 장담은 크게 엇나가게 되었다. 건제파 (친중파) 제1당 민주건항협진연맹 대표인 스태리 리는 렁궉헝 (Leung Kwok-hung) 후보와 만나 지역구 수성에 성공했지만, 리 대표의 측근 의원과 거물 의원들, 주니어스 호, 허레이스 청, 마이클 톈, 홀든 자우는 자신의 지역구에서 모조리 낙선하여 친중파 진영에게 충격을 안겼다.
이전 선거:
| 124      |  | 331    |
| 범민주파 |  | 건제파 |

선거 결과:
| 388      |  | 89     |
| 범민주파 |  | 건제파 |

### 구의회별 결과
다음은 각 구의회별 결과다. 그래프에서 초록색은 민주파, 붉은색은 친중파, 갈색은 산가이 지역 구의회에 배정되는 직무의원을 나타낸다.
| 14 |

| 9 | 4 |

| 32 |

| 15 | 2 |

| 17 | 3 |

| 22 |

| 15 | 10 |

| 25 |

| 28 | 12 |

| 16 |

| 28 |

| 33 | 6 | 6 |

| 15 | 3 | 4 |

| 19 |

| 26 |

| 40 |

| 28 | 4 |  |

| 7 | 3 | 8 |

| 388 | 62 |  |

## 같이 보기
- 2019년 홍콩 시위
- 홍콩의 구의회